# 與怪談共舞，而你在樓梯上翩翩起舞
《與怪談共舞，而你在樓梯上翩翩起舞》是龍騎士07的短篇小說作品。發表於講談社雜誌《浮士德》2005年Vol.6（冬號）SIDE-A及SIDE-B。
本作和同作者的代表作《暮蟬悲鳴時》具有共通的世界觀。作品的舞台所處的年代未知。
改編漫畫於同社的漫畫雜誌《月刊少年天狼星》連載。由野澤BEAM負責作畫。

## 劇情簡介

### 前半段
舞台是位於日本某縣鹿骨市的一所中學。
友宏是每日都在為赶考而學習中度過的普通的中學生。他的叔母優花由於工作上的需要，搬到友宏的隔壁房間住。有一天，友宏和好友博之、亨為了追求刺激和浪漫，在成功地將募款箱的鎖打開後，編造一個學校怪談。他們除了在教室裡黑板上寫上成百個「骨」字以外，還在教室的各處放置肉店的骨頭。随後「骷髅大人之詛咒」（お骨サマの呪い）之說在學生之間蔓延開來，募款箱裡的錢也增加了。友宏他們則借此契機收集箱内的錢。随著傳聞渗入學生之間，學生們一次次地增加新的設定。某日，募款箱出現一封寫著「請你詛咒田無美代子」（田無美代子を呪ってください）的信並夾帶五萬日圓的現金。之後在某個雨天，田無從一棟禁止入内的板材校舍建筑的樓梯上摔下。事件發生後，警方展開調查。

### 後半段
身為刑事的優花開始搜查事件的始末。從校舍的角度來看，現場的樓梯是一個死角，並沒有目擊者。另外由於田無本人的意識不明，警方想要得到的其他相關證據也無法獲取。友宏他們把注意力轉移到和田無關係很差的佐藤理惠。佐藤的不在場證明是「一個人在安靜的圖書館讀報」。友宏則憑著和佐藤的證詞相矛盾的事實指出佐藤並不在圖書館内。但佐藤說她是從房頂看見田無墜落的，而且說她就是第一個目擊者。據佐藤所言，田無是被「一個無形的本不該存在的某人」推下樓的。大家雖懷疑是田無在演戲，可是這樣做對田無沒有利處。友宏從優花和他人的對話中得知田無在恢復意識之後指證兇手是佐藤。之後優花沒有提佐藤之事，佐藤沒有到學校來，板材校舍和房頂也都禁止學生們入内。田無復學之後改變了性格，「骷髅大人之詛咒」的對象轉成為與田無為敵之人。

## 登場人物

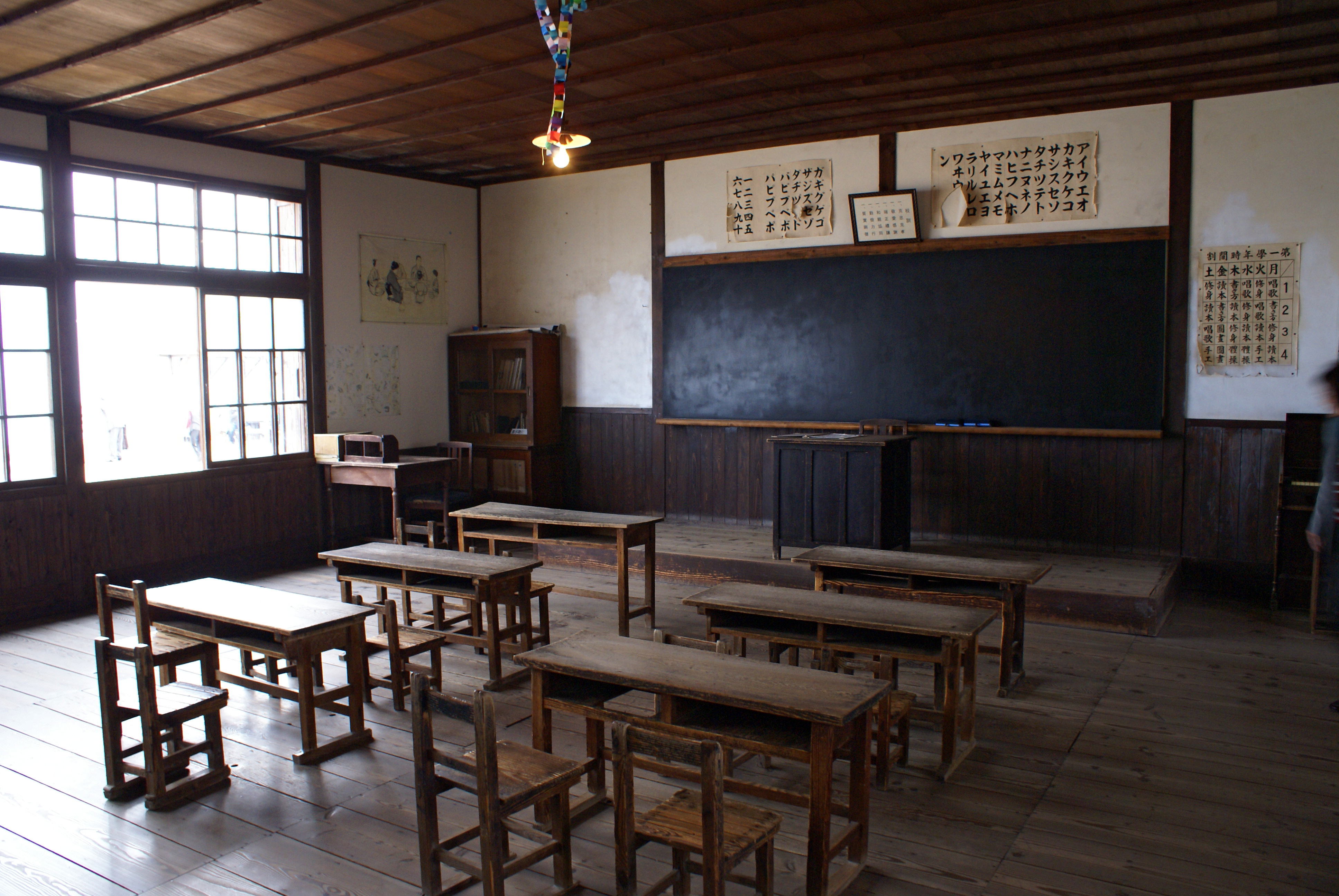
教室

宮島友宏
主角。3年A組的中學生。
宮島優花
友宏的叔母。鹿骨警署的刑事。 雖是友宏父親的妹妹可年齡上和友宏相近，大約20後半上下。
博之
友宏的同級生。
亨
友宏的同級生。
田無美代子
3年B班的少女。身材苗條，個子較高。歇斯底里的性格，沒有親近的朋友。頭腦靈活而且行事宛如大人，似乎女生們都不喜歡她。由於同名同姓，性格也相同，推定為《暮蟬悲鳴時》角色鷹野三四的中學生時代。
佐藤理惠
3年B班的美少女。和美代子在小學時代是普通的朋友，但進入中學兩人就水火不容。

## 設定
鹿骨市
本作登場的某縣鹿骨市為《暮蟬悲鳴時》的雛見澤村所在之地。順道一提，雛見澤村的原型為岐阜縣白川村。
骷髏大人之詛咒
友宏他們閒暇之時所作的学校怪談，從学校黑板上留下的「骨」字開始。詛咒的解除辦法是往狸神社的募款箱中放入錢幣（お賽銭）。
和鷹野的同一性
登場人物之一的田無美代子和《暮蟬悲鳴時》的鷹野三四的本名相同，性格也一致，可由此推測她即中學時代的鷹野。從多層世界方面考慮，她有可能是「父母健在的世界」的鷹野。

## 出版書籍
- 《浮士德》2005年Vol.6（冬號）SIDE-A

2005年11月11日發售 ISBN 4-06-179586-4
- 《浮士德》2005年Vol.6（冬號）SIDE-B

2005年12月23日發售 ISBN  4-06-179587-2
- 漫畫版《與怪談共舞，而你在樓梯上翩翩起舞》作畫：野澤BEAM

| 卷數 | 講談社        | 講談社             | 尖端出版社    | 尖端出版社           |
| 卷數 | 發售日期      | ISBN               | 發售日期      | EAN                  |
| ---- | ------------- | ------------------ | ------------- | -------------------- |
| 全   | 2007年9月21日 | ISBN 4-06-373089-1 | 2008年6月13日 | EAN 471-7702-21923-9 |

## 外部連結
- 浮士德 Vol.6（2005 WINTER）SIDE-A（日語）
- 浮士德 Vol.6（2005 WINTER）SIDE-B（日語）
- 作品介紹（月刊少年天狼星）（日語）